# David Neville (jugador d'hoquei sobre gel)
David Neville   (Hamilton, 5 de setembre de 1908 - Westmount, 14 d'octubre de 1991) va ser un jugador d'hoquei sobre gel canadenc que va competir durant la dècada de 1930.
El 1936 va prendre part en els Jocs Olímpics de Garmisch-Partenkirchen, on guanyà la medalla de plata en la competició d'hoquei sobre gel.